# Vu hoàng hậu
Tuyên Vũ Thuận Hoàng hậu (chữ Hán: 宣武順皇后, 488 – 507), Vu thị (于氏), là Hoàng hậu thứ nhất của Bắc Ngụy Tuyên Vũ Đế Nguyên Khác triều Bắc Ngụy trong lịch sử Trung Quốc.

## Tiểu sử
Thuận Hoàng hậu Vu thị, nguyên họ Vật Nữu Vu thị (勿忸于氏), người Lạc Dương, Hà Nam, là con gái của Vu Kính (于勁) - em trai đại tướng Vu Liệt (于烈). Gia tộc họ Vu là hậu duệ của Vu Lật Đê (于栗磾), một danh tướng trứ danh, Khai quốc công thần của triều đình Bắc Ngụy.
Thời kỳ trị vì đầu tiên, Vu Liệt đã ca ngợi trước Tuyên Vũ Đế rằng cháu gái mình Vu thị rất xinh đẹp và đức hạnh nhằm đưa Vu thị nhập nội đình làm hậu phi, phong Quý nhân, rất được sủng hạnh. Năm Cảnh Minh thứ 2 (501), Tuyên Vũ Đế lập Vu Quý nhân làm Hoàng hậu, yết kiến Thái Miếu. Vu Hoàng hậu được đánh giá là yên tĩnh, khoan dung và không ghen tuông. Bà sinh một hoàng tử là Nguyên Xương (元昌), là Hoàng hậu tại vị đầu tiên của Bắc Ngụy sinh hạ Hoàng tử.
Năm Chính Thủy thứ 4 (507), tháng 10, Hoàng hậu Vu thị đột ngột qua đời, khi chừng 21 tuổi, và đến đầu năm sau thì con trai của bà là Nguyên Xương cũng đột tử. Bà được định thụy hiệu là Thuận Hoàng hậu (順皇后), an táng ở Vĩnh Thái lăng (永泰陵).
Do Cao Triệu lúc đó đang rất hùng mạnh, và chất nữ của ông ta là Cao Quý tần được Tuyên Vũ Đế sủng ái, nên đã có nghi ngờ rằng Cao Triệu (高肇) và Cao Quý tần đã ám hại Hoàng hậu và Hoàng tử, nhưng không có bằng chứng để kết luận.